# 亞洲龍屬
亞洲龍屬（學名：Asiatosaurus）是植食性蜥腳下目恐龍的一個屬，生存於白堊紀時期。牠的化石發現於中國及蒙古。目前化石只有發現牙齒化石，除非有更多的標本被發現，否則很難增加對此恐龍的認識。
模式種是蒙古亞洲龍（A. mongolensis）是由亨利·費爾費爾德·奧斯本在1924年所敘述、命名。另一種是廣西亞洲龍（A. kwangshiensis），則是在1975年由侯連海、葉祥奎及趙喜進所敘述、命名，化石是一顆牙齒，發現於廣西的那派組。但兩個種目前都被認為是疑名。

## 外部連結
- 亞洲龍 （页面存档备份，存于） - Dino Russ's Lair